# 1558
| 1558               |
| ------------------ |
| Dødsfald - Fødsler |
|                    |

| Gregoriansk kalender | 1558 MDLVIII            |
| Ab urbe condita      | 2311                    |
| Armensk kalender     | 1007 ԹՎ ՌԷ              |
| Kinesiske kalender   | 4254 – 4255 丁巳 – 戊午 |
| Etiopisk kalender    | 1550 – 1551             |
| Jødisk kalender      | 5318 – 5319             |
| Hindukalendere       |                         |
| - Vikram Samvat      | 1613 – 1614             |
| - Shaka Samvat       | 1480 – 1481             |
| - Kali Yuga          | 4659 – 4660             |
| Iransk kalender      | 936 – 937               |
| Islamisk kalender    | 965 – 966               |

Konge i Danmark: Christian 3. 1534-1559
Se også 1558 (tal)

## Begivenheder
- 7. januar – Frankrig erobrer Calais fra Englænderne
- 17. november - Elizabeth 1. efterfølger sin halvsøster Mary som Englands dronning

## Dødsfald
- 21. september – Ekskejser Karl 5. dør, 58 år gammel. På højden af sin magt herskede han over det tysk-romerske rige samt Spanien og dets kolonier. To år forinden nedlagde han kronen til Ferdinand 1.
- 17. november – Den engelske dronning Marie den Blodige ( Mary 1.) dør i St. James's Palace, London.